# ハーレーダビッドソン・ツーリング
ツーリング (Touring) とは、アメリカのオートバイメーカー・ブランドであるハーレーダビッドソンが製造しているオートバイシリーズ。

## 概要
その名の通り、ツアラー。車体自体はハーレーダビットソンで長い歴史を持つ、前後16インチホイールのFL系（英語版）を基本とし、ロングツーリングに対応するため、奴型と呼ばれる大型フェアリングをかぶせ、ウィンドシールド、エアーショックアブソーバー、サイドボックス、リアボックスなどの重装備を持っている。トランスミッションもワイドレシオの6速と、低速から高速巡航まで無理なく行えるようになっている。万が一の場合に備え、ライダーやパッセンジャーを守るABSを備えている。

## ツーリングファミリー
- エレクトラグライドシリーズ
  - FLHT - エレクトラグライドスタンダードとも表記。ベーシックな装備である。
  - FLHTC - エレクトラグライドクラシックとも表記。カリフォルニア・ハイウェイ・パトロール（CHP）で白バイに使用されていた。
  - FLHTCU - ウルトラクラシックエレクトラグライドとも表記。FLHTCの装備をさらに高めたモデル。
  - FLHTK - エレクトラグライドウルトラリミテッドとも表記。2009年モデルから登場。FLHTCUの装備をさらに高めたモデル

FLTRXS - ロードグライドスペシャルとも表記
- ロードキングシリーズ
  - FLHR - ロードキングとも表記。2011年現在はこちらが白バイに採用される事が多い。
  - FLHRC - ロードキングクラシックとも表記。
  - FLTRX - ロードグライドカスタムとも表記。2009年モデルから登場。FLTRとFLHXのスタイリングを兼ね備えたモデル。
  - FLHRXS - ロードキングスペシャルとも表記。2017年に新型エンジンのミルウォーキーエイトを搭載して登場。
- FLHTCU W/SC - ウルトラクラシックエレクトラグライドサイドカーとも表記。現行車種で唯一のサイドカー。
- FLHX - ストリートグライドとも表記。